# 恩真中学

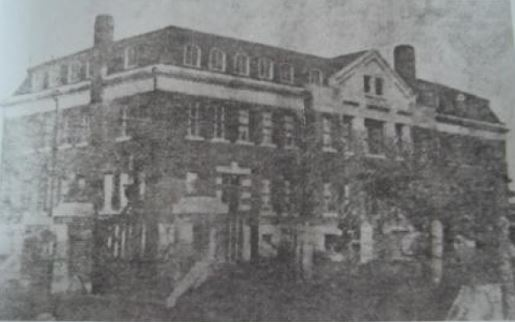
恩真中学旧照

恩真中学（中国朝鲜语：／）是吉林省延边朝鲜族自治州龙井市历史上的一所中学，1920年由英属加拿大长老派传教士创办，后发展成为延边地区文化启蒙和抗日斗争的中心:198，遗址位于今龙井第四中学校园内:35。

## 早期
二十世纪初，欧美传教士开始在龙井传教。1913年，英属加拿大长老派传教士巴克尔在龙井成立了教会并招收信徒。1920年2月4日，传教士福特以长老派圣经书院为基础创办恩真中学，并任校长。校名取“蒙天主之覃恩，学宇宙之真理”之意。学校创办之初有27名学生，开设数学、物理、化学、圣经、英语、汉语等课程，学制五年。:198-199
学校开学当月下旬，恩真中学两名教师和20余名学生在圣经书院为三一运动一周年纪念大会打印檄文和传单时被日本领事馆军警逮捕。校方加拿大传教士抗议和交涉后，被捕师生最终在1个月后被释放。同年秋，日本人为清剿反日朝鲜武装，制造“间岛惨案”。明东学校、正东学校、北一学校等朝鲜族私立中学均被放火烧毁。这些学校的学生纷纷转至恩真中学，使恩真的学生人数一下子增至150余人。:199
1921年夏，恩真中学三层青砖新校舍在龙井东山英租界内建成。1922年4月，斯考特任校长后，学校来了许多从苏联、朝鲜和北满而来的学生，总人数增长到300余人。一些经历过俄国十月革命，支持马克思主义的学生在学校成立了“社会科学研究会”。1923年3月，恩真中学将学制从五年改为四年，首批6名学生在当年毕业后升入专科学校。:199-200

## 反宗教和反日斗争
1926年朝鲜共产党在龙井成立东满区域局后，许元奎、李永根等人在恩真中学成立了支部。同年秋，有位牧师在四年级的圣经课上称：“凡权势者，皆由上帝授之，无论何人，必须服从权势者的意志”。此番言论当场遭到学生的质问是否朝鲜人对于日本的侵略只能任人宰割。此后，学生们向校方集体抗议拒绝听该牧师的圣经课。校方迫于压力不得不解雇了那位牧师的教师职务。:201-202
1927年3月18日，校方在第五届毕业典礼上称一名学生毕业考试答题有亵渎校方言论，并拒绝给该生颁发毕业证书。此举导致大批学生抗议，退出毕业典礼。此后，二、三年级学生也宣布如不给该生发毕业证书，不取消圣经课，就全校罢课。但校方拒绝了学生们的要求。同年4月25日，150多名在校生集体退学转入大成、东兴两校。:202-203
1930年1月23日，恩真中学参加了龙井各学校师生声援朝鲜光州学生反日斗争的示威游行。日本领事馆军警对游行进行了镇压。50多名学生被逮捕，其中包括10余名恩真中学学生。由于恩真中学位于英租界内，日本军警不能擅自进入，被驱散的千余名学生后在恩真中学操场举行声讨大会。日本军警在铁丝隔离网外鸣笛喝令他们解散。学生们起初隔着铁丝网与日军警对峙，一些青年学生后越过隔离网与日军警肉搏。同年1月28日，恩真中学和明信女子中学联合龙井各校千余名学生，再次举行反日声讨大会，并游行示威要求立即释放被捕的学生。:203-204

## 九一八事变之后
1931年九一八事变后，日本占领整个东北地区。由于恩真中学由英国和加拿大人管辖，恩真中学相比其它龙井学校有相对的自由空间。当时恩真中学有位名为明义朝的历史老师，与金九、李雄等人领导的朝鲜革命团体有着密切的联系。他不仅教授朝鲜民族历史，还培养独立运动和抗日斗争人才。中共东满特委组织部长兼中共延吉县委第一任书记金圣道就是他学生。1938年，他被日本军警逮捕，后被押送至朝鲜汉城西大门刑务所。:205-206
1936年2月，恩真中学被满洲国教育部改为工科学校，并于1937年12月1日举行了教育权转让仪式。1938年4月4日，学校的圣经课被废除，改为只在课余时间针对自愿者。学校原本每日一次的祈祷活动也改为每周三早晨一次，自愿参加。1940年底，校方英国人和加拿大人相继回国。朴宗烈接任校长，成为恩真中学建校20年以来的首位朝鲜人校长，但实权还是被日本人掌握。:206

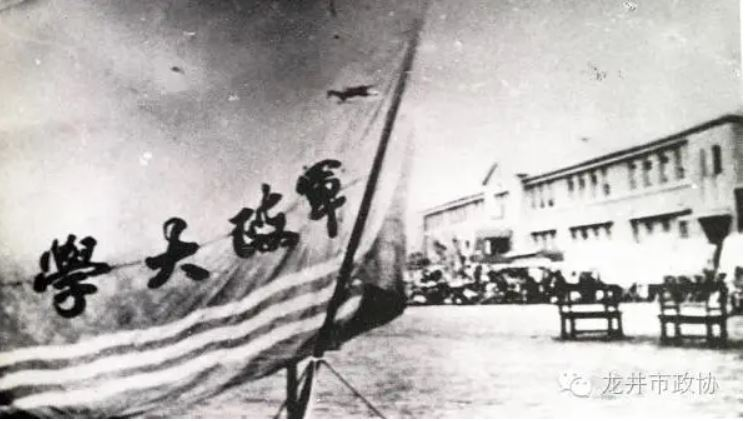
东北军政大学吉林分校在恩真中学原址开学

1942年3月，恩真中学被满洲国教育部改成“间岛省立第三国民高等学校”。1943年初，日本人日高健三任校长后，学校变为完全由日本人掌控。1944年11月，学校被搬往新建的平房校舍，原三层的楼房校舍被日军占用。1945年初，平房校舍也被占用。学生们终日参加军训，防空演习，以及从事劳役。:207

## 解放后
1945年8月末，学校在日本投降后重新开学，不久改名为“兴民中学”，翌年2月又恢复了原校名。1946年9月16日，恩真中学与龙井其它五所中学合并成为“吉林省立龙井中学”:207。同年9月末，东北军政大学吉林分校迁至恩真中学旧址。在此后的两年多时间，东北军政大学培养了4千多名学生。1948年，学校被改编为东北军政大学第四团，同年8月赴齐齐哈尔与总校合并。

## 知名校友
- 尹东柱：朝鲜独立运动家、诗人[4]
- 金圣道：中共东满特委组织部长、中共延吉县委首任书记[4]